# Nikola Gruevski

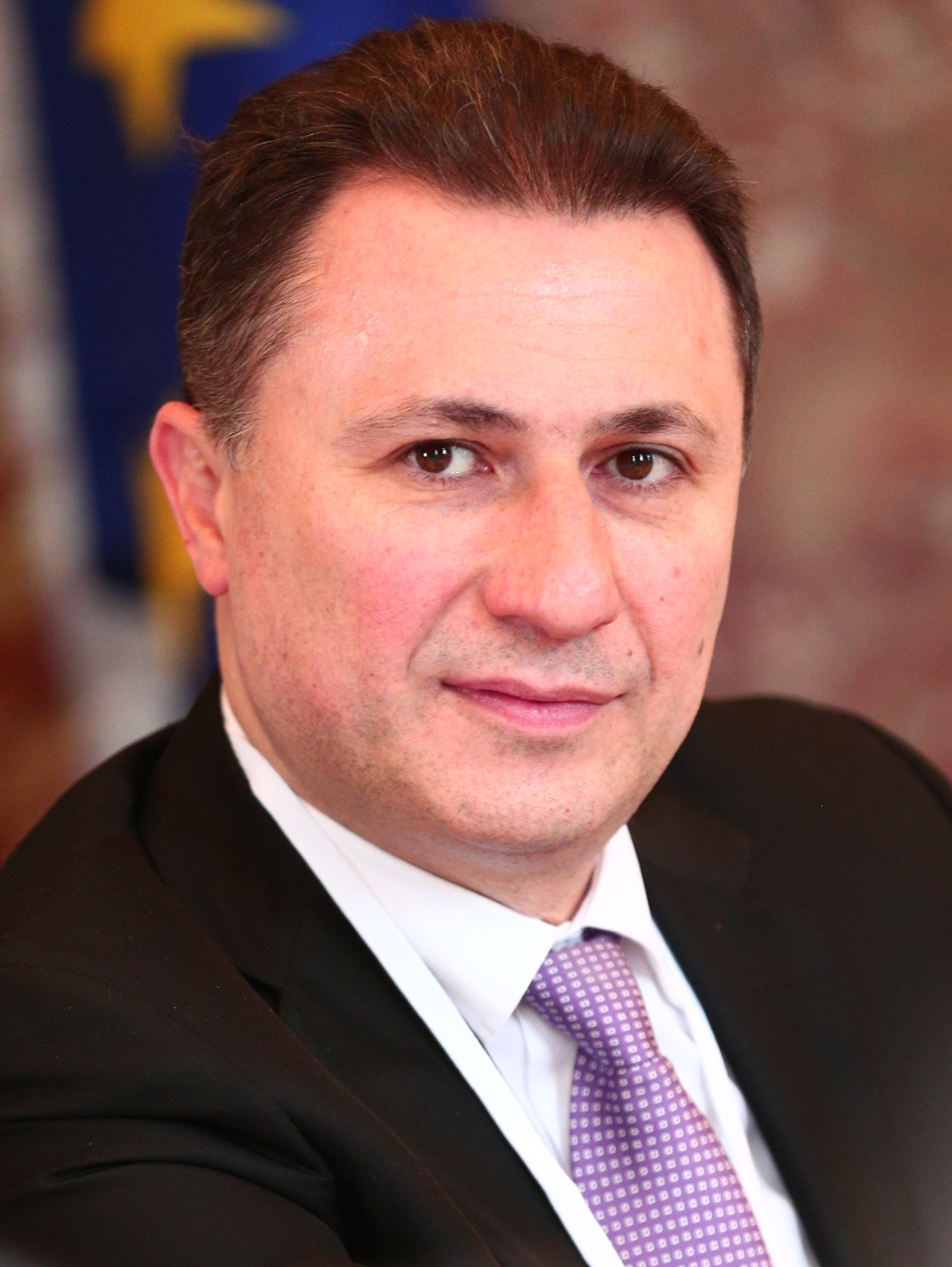
Nikola Gruevski (2015)

Nikola Gruevski (mazedonisch Никола Груевски; * 31. August 1970 in Skopje) ist ein nordmazedonischer Politiker. Zwischen 2006 und 2016 war er Ministerpräsident Nordmazedoniens und von 2003 bis 2017 Vorsitzender seiner Partei VMRO-DPMNE. Er wurde wegen Korruption zu einer Haftstrafe verurteilt und ist seitdem flüchtig.
Im November 2018 wurde er zur Verbüßung seiner Haftstrafe verurteilt, meldete sich jedoch nicht bei den Behörden und floh stattdessen nach Ungarn, wo er politisches Asyl suchte, das ihm gewährt wurde.
Gruevski wird vorgeworfen, die umstrittene Identitätspolitik der sogenannten Antiquisierung gefördert und sie zur staatlichen Ideologie ausgelegt zu haben, was zu Spannungen zwischen Nordmazedonien und Griechenland führte. In seiner Antiquisierungspolitik führte das Projekt Skopje 2014 dazu, dass die Hauptstadt Nordmazedoniens weltweit traurige Bekanntheit als die Kitschhauptstadt Europas bzw. der Welt erlangte.
Unter seiner Führung hat Nordmazedonien, das pro-europäische und pro-NATO-Politik betrieben hatte, die Seiten zu einer pro-russischen, pro-serbischen und anti-westlichen gewechselt, welche das Land außenpolitisch isolierten. Gruevski hat sich gegen den 2017 unterzeichneten Freundschaftsvertrag mit Bulgarien und das 2018 unterzeichnete Prespa-Abkommen mit Griechenland ausgesprochen, obwohl beide Nachbarstaaten NATO- und EU-Mitglieder sind.

## Herkunft
Gruevskis Großeltern väterlicherseits stammten aus dem makedonischen Dorf Krušoradi im heutigen Griechenland, wo sein Großvater Nikola Gruev (gr. Nikolaos Grouios) (1911–1940) geboren wurde. Bis zur offiziellen griechischen Annexion nach dem Zweiten Balkankrieg 1913 unterstand es dem bulgarischen Exarchat. Die griechische Regierung praktizierte später eine assimilative antibulgarische Kampagne und änderte die Namen der lokalen Dorfbewohner in die entsprechenden griechischen Namen. Das Dorf selbst wurde 1926 von den griechischen Behörden in Achlada umbenannt. Der Großvater von Gruevski kämpfte im griechisch-italienischen Krieg, wo er sein Leben verlor. Sein Name wird auf dem Kriegerdenkmal in Achlada unter den Namen der Einheimischen erwähnt, die im Zweiten Weltkrieg gefallen sind. Jahre später, während des griechischen Bürgerkriegs, flohen Gruevskis Großmutter und sein Vater nach Norden in das damalige jugoslawische Mazedonien, wo sie ihren Familiennamen in Gruevski änderten, um die Staatsbürgerschaft durch Assimilation zu erlangen, wie es die jugoslawische Politik damals war.
Gruevskis Großvater mütterlicherseits, Mihail D. Mijalkov, war 1941 Mitglied der bulgarischen Aktionskomitees und später eines bulgarischen Vereins, der 1942 in Štip gegründet wurde, noch bevor Teile Nordmazedoniens während des Zweiten Weltkriegs in Folge des Eroberung Jugoslawiens durch die Wehrmacht durch Bulgarien (auf Basis der Klodius-Popow-Vereinbarung) besetzt wurden. Auch seine Mutter Nadežda stammt aus Ŝtip. Sie ist die Schwester des ersten Innenministers der Republik Mazedonien – Jordan Mijalkov. Während der Amtszeit von Nikola Gruevski war sein Cousin ersten Grades, Sašo Mijalkov, Direktor des mazedonischen Geheimdienstes.

## Leben

### Ausbildung
Gruevski schloss 1994 ein Bachelor-Studium der Wirtschaftswissenschaften an der St. Clement Ohridski University in Bitola ab. 1996 graduierte er am Londoner Securities & Investment Institute. Im Rahmen dieser Ausbildung hospitierte er 1996 für geraume Zeit an der Frankfurter Börse sowie mehreren Investmentbanken weltweit, darunter auch in Frankfurt am Main. Gruevski erhielt 2006 seinen Abschluss als Master of Science in Economics an der Universität Skopje.

### Politische Karriere
Von 1999 bis September 2002 war er erst Außenhandels- und dann Finanzminister in der Regierung von Ljubčo Georgievski. Er gewann in seiner Zeit als Minister Profil durch zwei wichtige Initiativen: die Einführung der Mehrwertsteuer, eine Basis für die Währungs- und Haushaltstabilität Nordmazedoniens sowie für einen wirtschaftlichen Aufschwung, und die Einführung eines Labels für nordmazedonische Qualitätsprodukte.
Nach der Wahlniederlage der VMRO-DPMNE 2002 wurde Gruevski am 1. Mai 2003 Parteivorsitzender. Er setzte einen moderaten, europafreundlichen Kurs – gegen den Widerstand des Amtsvorgängers und früheren Mentors Ljubčo Georgievski – durch und richtete die Partei neu als moderne europäische Volkspartei aus, die seit Mai 2007 Beobachterstatus in der EVP hat.
Unter dem Vorsitz von Gruevski wurde VMRO-DPMNE bei der Parlamentswahl am 6. Juli 2006 stärkste Partei; sie bildete mit der Albanerpartei DPA, den Neuen Sozialdemokraten (NSDP) und der liberalen DOM eine Regierungskoalition. Gruevski wurde am 25. August 2006 zum Ministerpräsidenten gewählt. Er berief mehrere junge Politiker in seine Regierung, darunter auch im Ausland aufgewachsene und/oder ausgebildete Nordmazedonier.

### Ministerpräsident
Die Regierung Gruevski erwarb sich insbesondere mit dem Einführen einer Flat Tax, energischer Korruptionsbekämpfung und intensivem Werben um Auslandsinvestitionen und Ausbau des Bildungswesens Sympathien und Ansehen in der Bevölkerung.
Parallel zu dieser Modernisierung Nordmazedoniens verfolgte die Regierung auch einen neuen Kurs in der Kulturpolitik (Bewahrung der historischen Wurzeln; Zugänglichmachen der archäologischen Schätze des Landes; Respektieren der religiösen Feiertage der verschiedenen Glaubensgemeinschaften) mit dem Ziel, die nationale Identität und Integrität des Landes zu stärken. Dabei bediente man sich auch an historischen Personen und Ereignissen der bulgarischen und griechischen Geschichte (siehe Skopje 2014).
In der Außenpolitik hat die Integration des Landes in die EU und die Mitgliedschaft in der NATO Priorität. Beide Ziele werden durch den seit der Unabhängigkeit Nordmazedoniens 1992 schwelenden Streit um den Namen Mazedonien mit Griechenland belastet. Die Aufnahme Nordmazedoniens während des Bukarester Gipfels im April 2008 in die NATO wurde trotz massiver amerikanischer Unterstützung durch die damalige griechische Regierung (Kabinett Karamanlis II) verhindert, da Karamanlis auf die unflexible Haltung seitens Gruevski mit einem griechischen Veto reagierte: „Keine Lösung, dann keine Einladung“. Im Bezug zum Streit mit Griechenland sind seine Worte Wir haben kein Problem mit Griechenland, das wir lösen müssen, Griechenland hat ein Problem mit uns überliefert.
Auch die Beziehungen zum östlichen Nachbar Bulgarien erreichten unter Gruevski einen Tiefpunkt. Das noch unter seinem Vorgänger Ljubčo Georgievski ausgehandelte Abkommen zum Ausbau der nachbarschaftliche Beziehungen, das den bulgarisch-mazedonischen Sprachstreit und den Verzicht Mazedoniens auf die Einflussnahme der mazedonische Minderheit in Bulgarien regelte, lehnte Gruevski ab. Zusätzlich wurden die Beziehungen durch die von Gruevski betriebene nationalistische Politik zur Vereinnahmung von Personen und Ereignissen der Geschichte der Nachbarstaaten erschwert. So besuchte er während seiner zehnjährigen Regierungszeit die bulgarische Hauptstadt nur einmal für ein 30-minütiges Gespräch und Nordmazedonien verfügte über Jahre über keinen Botschafter in Bulgarien. Im Dezember 2012 entzog die bulgarische Regierung Nordmazedonien wegen der fehlenden Zusammenarbeit die Unterstützung und sprach sich gegen den Beginn von EU-Beitrittsgesprächen aus.
Innenpolitisch hatte Gruevski mit dem scharfen Antagonismus zwischen den führenden Parteien der albanischen Minderheit des Landes und einer zeitweiligen Blockadepolitik der sozialdemokratischen Opposition zu kämpfen. DPA und DUI des früheren Freischärlerführers Ahmeti konkurrieren um die politische Vertretung der etwa 25 Prozent der Bevölkerung ausmachenden albanischen Volksgruppe.
Gesetzesvorlagen, die die albanische Minderheit betreffen, fanden im Parlament nicht die dazu nötige doppelte Mehrheit der Abgeordneten dieser Minderheiten. Obwohl es gelang, alle Parteien der Regierung und der Opposition in der Namensfrage auf eine gemeinsame politische Linie zusammenzubringen, führten Forderungen der beiden kleinen Koalitionspartner DPA und NSDP zu mehreren Regierungskrisen und damit letztlich zur Parlamentsauflösung und vorgezogenen Neuwahlen 2008.
In diese Wahlen im Sommer 2008 ging Gruevski als Führer einer Koalition seiner VMRO-DPMNE mit kleinen Parteien der Mitte und den Parteien der kleineren Volksgruppen der Türken, Serben, Roma, Bosniaken und Vlachen. Im Wahlkampf präsentierte sich Gruevski als Wirtschaftsreformer und Verteidiger der mazedonischen Identität und gewann die vorzeitige Parlamentswahl am 1. Juni 2008 (48,78 % der Wählerstimmen, 52,5 % der Mandate).
Gestärkt durch den Wahlsieg verhandelte Gruevski mit beiden albanischen Parteien über die Bildung einer Regierung und schloss schließlich eine Koalition mit der stärkeren albanischen Partei DUI und der kleinen Partei der nordmazedonischen Muslime PEI. Die Koalition verfügt über eine Zwei-Drittel-Mehrheit im Parlament und hat auch die Mehrheit der Abgeordneten der Minderheiten (doppelte Mehrheit). Während seiner ersten Amtszeit verschlechterten sich die Beziehungen zu den Nachbarländern Bulgarien und Griechenland.
Gruevski wurde am 26. Juli 2008 und am 5. Juni 2011 in seinem Amt als Ministerpräsident bestätigt. Am 3. Mai 2015 wurde er während des 15. Kongresses der VMRO-DPMNE als dessen Parteivorsitzender von 528 der 529 Delegierten bestätigt.
Als Bestandteil des Abkommens von Pržino zwischen den im Parlament vertretenen politischen Parteien trat Gruevski am 14. Januar 2016 vom Amt des Ministerpräsidenten zurück. Ursprünglich war für April 2016 Parlamentswahl angesetzt, die jedoch verschoben wurde. Die Amtsgeschäfte übernahm kommissarisch Emil Dimitriev (VMRO-DPMNE), ein enger Vertrauter Gruevskis.

### Verurteilung
Am 23. Mai 2018 wurde Gruevski wegen Korruption in einem ersten Prozess zu zwei Jahren Haft verurteilt. Zur Haft trat er nicht an, sondern floh im November 2018 mit Hilfe ungarischer Diplomaten nach Ungarn, wo er Asyl beantragte. Eine Woche später wurde dem Antrag stattgegeben.

### Familie
Seit dem 12. Mai 2007 ist Gruevski mit Borkica Gruevska (geb. Manceva) verheiratet. Beide haben eine gemeinsame Tochter.

## Kritik
Der Politologe Sašo Ordanovski bezeichnet Nikola Gruevski als einen klassischen Populisten.
Auch in der Bevölkerung war er nicht unumstritten. So kam es in den letzten Monaten seiner Regierungszeit zu Protestaktionen. Gegen ihn und seine Regierung existierten zudem (insbesondere von Seiten der Opposition) lange Zeit Vorwürfe wegen Machtmissbrauch und Wahlbetrug. Von Parteifreunden und Vertrauten wird seine Verurteilung hingegen als politische Verfolgung und Hexenjagd angesehen.

## Schriften
- Nikola Gruevski, Sam Vaknin: Macedonian Economy on a Crossroads. NIP Noval Literatura, Skopje 1998, ISBN 9989-610-01-0.